# Спрингданс
Спри́нгданс, спри́нгар (норв. springdans, springar) — норвежский крестьянский парный танец, получивший название в связи с особенностью его исполнения (некоторые движения танцор делает вприпрыжку, от springe — прыгать).

## Краткая характеристика
Характерные признаки спрингданса: трёхдольный метр, умеренный темп, прихотливая ритмика (резкое смещение акцента с сильной на вторую или третью доли такта; типично также сочетание триольного и пунктирного ритмического рисунков). Как и в других образцах народной танцевальной музыки Норвегии (например, в халлинге), в спригдансе отмечаются модализмы (чаще всего лидийские), в мелодической партии — форшлаги, в басу — бурдон на открытой струне и другие особенности, присущие норвежской скрипичной импровизации.
Пьесы под названием «спрингданс» встречаются в музыке Э. Грига — в его «Лирических пьесах» (ор. 38 № 5, op., 47 № 6) и неоднократно — в сборнике «Крестьянские норвежские танцы», op. 72. Спрингар также входит в состав музыки к «Пер Гюнту» (op. 23). Спрингдансы изредка встречаются и в сочинениях других композиторов, например, «Норвежский спрингданс» для оркестра написал (в 1878 году) Ю. Свенсен.
Спрингадс близок шведскому народному танцу полска (используемые в Норвегии орфографические варианты названия — норв. pols, polsk, polsdans).